# Фердинанд Георг Валдмилер
Фрединанд Георг Валдмилер (Беч, 15. јануар 1793 — Хинтербрил, 23. август 1865) је био аустријски сликар и писац.
Академију је завршио у Бечу. Године 1811. постаје учитељ цртања у породици Ђулаја у Загребу. Ту слика и декорације за позориште у Амадеовој палати. Као позоришни декоратер ради више у аустријској покрајини, а од 1817. у Бечу.
Једно време је професор Бечке академије, али је напушта, због своје опозиције према стереотипним методама наставе, коју жели реформисати у смислу студија природе. Постаје познат као портретист и у тој струци је главни и најплоднији представник бечког бидермајерског сликарства.
И као сликар, и као писац, Валдмилер је својим ставом о студију природе знатно утицао на развој бечког и аустријског сликарства XIX века.

## Галерија
- Wolfgangsee (1835)
- Манастир (1846)
- Am Fronleichnamsmorgen (1857)
- Очекивање (1860)